# Salmensteinsches Haus

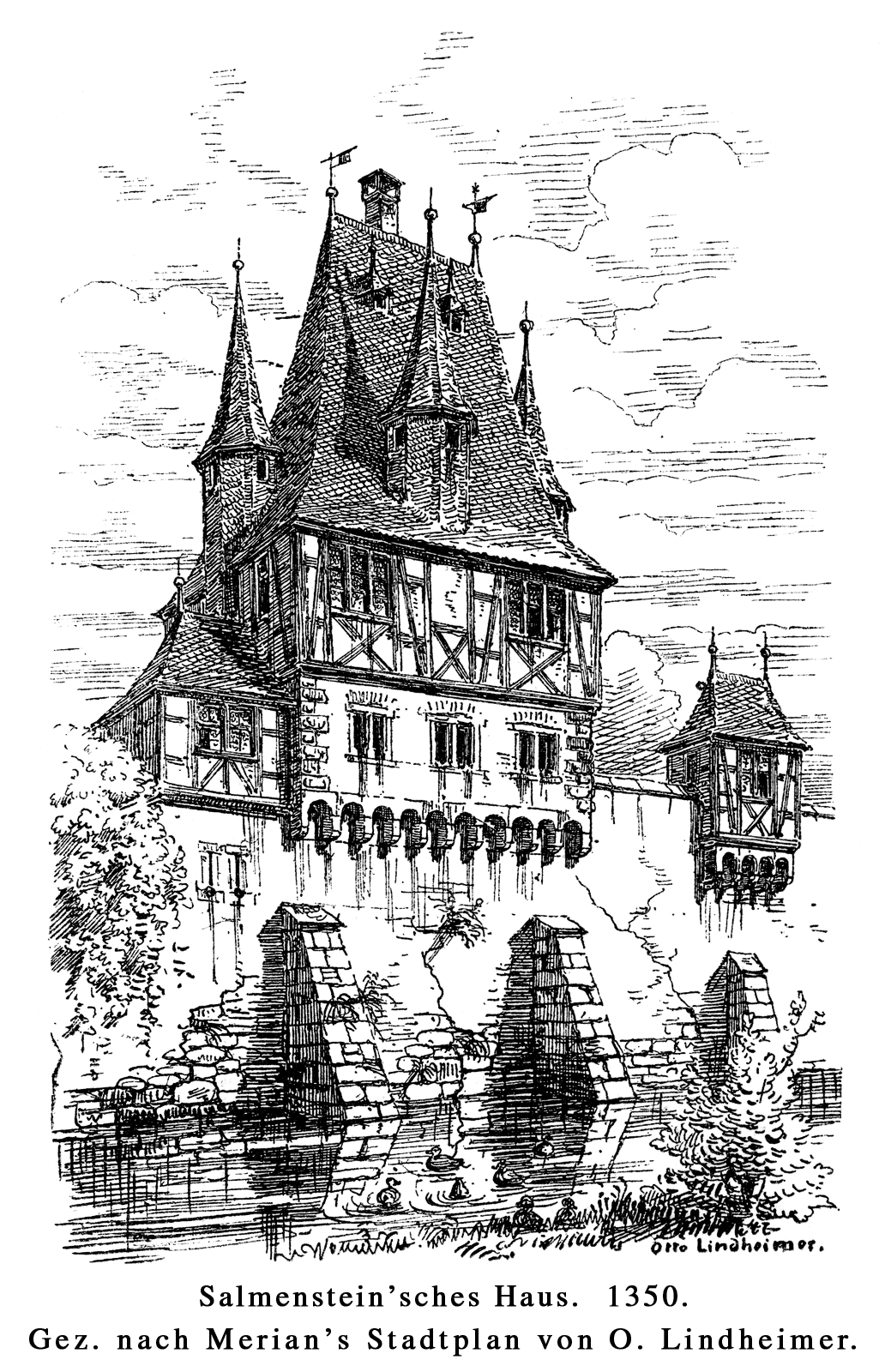
Das Salmensteinsche Haus

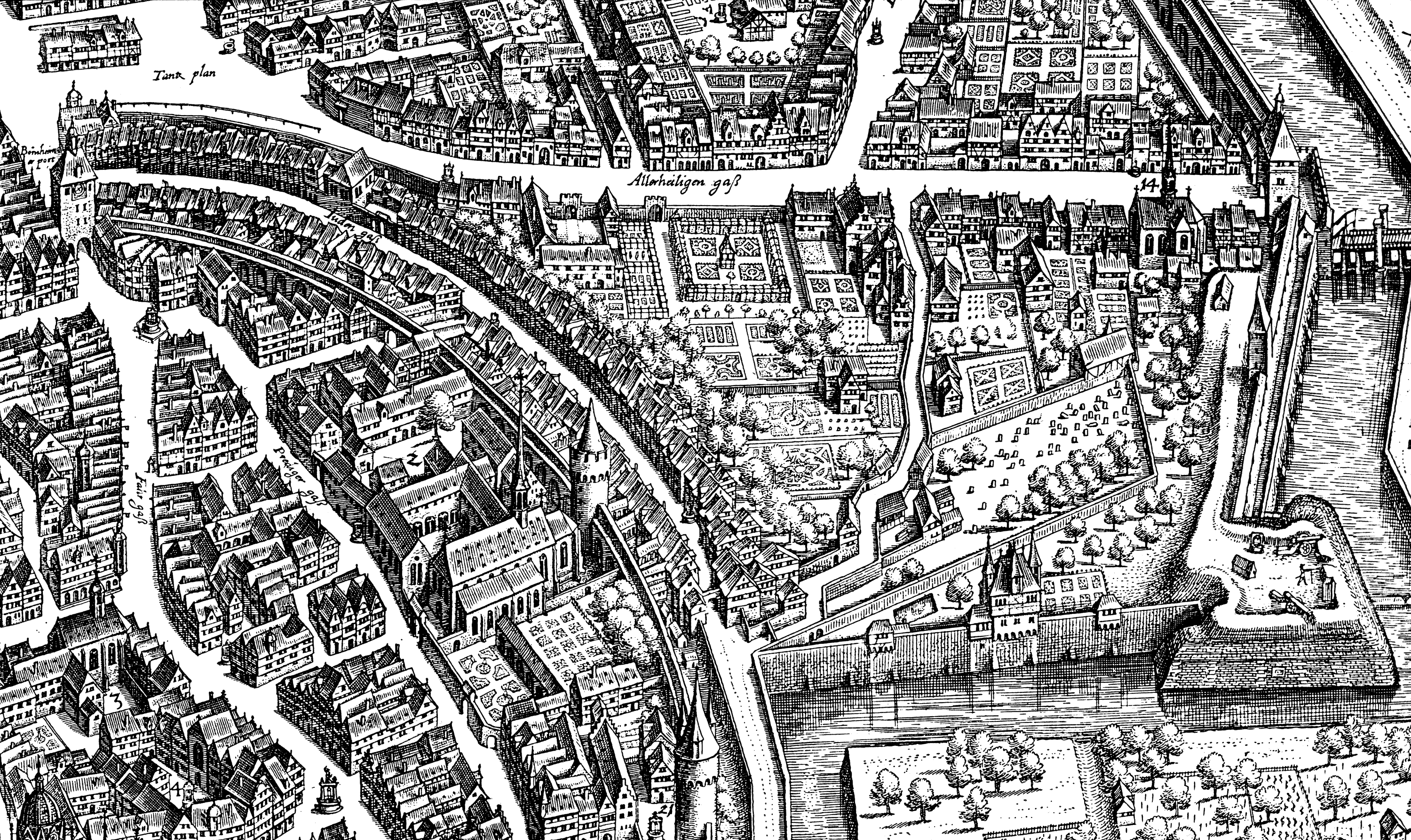
Lage des Salmensteinschen Hauses auf der Stadtmauer am Fischerfeld

Das Salmensteinsche Haus war ein Teil der spätmittelalterlichen Frankfurter Stadtbefestigung. Es existierte etwa von 1350 bis 1810 und befand sich an der Stadtmauer zum Fischerfeld, an der heutigen Rechneigrabenstraße in der südöstlichen Innenstadt.

## Das Salmensteinsche Haus auf der Mauerkrone
Beim Bau der gotischen Stadtmauer nach der 1333 von Kaiser Ludwig dem Bayern genehmigten Zweiten Stadterweiterung errichtete man um 1350 auf der Mauerkrone im Bereich der heutigen Rechneigrabenstraße ein zweistöckiges Haus mit einem schiefergedeckten Walmdach und zwei Türmchen mit spitzen Hauben. Das Untergeschoss des Hauses war in Stein ausgeführt, das Obergeschoss in Fachwerk. Die Unterkante des über die Mauer vorkragenden Gebäudes war mit einem gotischen Rundbogenfries verziert. Die Bezeichnung des Gebäudes geht wie bei den meisten kleineren Aufbauten der Stadtbefestigung mit Eigennamen wohl auf den Nachnamen eines hier wohnenden Wächters oder Türmers zurück. Der Nachname Salmensteyn ist in städtischen Urkunden des 14. Jahrhunderts mehrfach erwähnt.
Westlich des Salmensteinschen Hauses lief die gotische Stadtmauer im rechten Winkel auf die romanische Staufenmauer zu. Hier lag von 1462 bis 1806 das Südende der Frankfurter Judengasse, des jüdischen Ghettos Frankfurts. Nördlich des Salmensteinschen Hauses lag seit dem Mittelalter der Jüdische Friedhof, östlich des Hauses die Allerheiligenbollwerk und Judenbollwerk genannte Bastion der Stadtbefestigung.
Beim Ausbau der Stadtmauer zu einer Festungsanlage im Niederländischen Stil, die Johann Wilhelm Dilich zwischen 1627 und 1667 durchführte, blieb das Haus erhalten. Es prägte sich als Landmarke ins Gedächtnis der Frankfurter ein, auch nach der Schleifung der Stadtmauern Anfang des 19. Jahrhunderts. Im Rahmen der Schleifung wurde das Haus wohl um das Jahr 1810 abgerissen.

## Kleiner Rathausturm

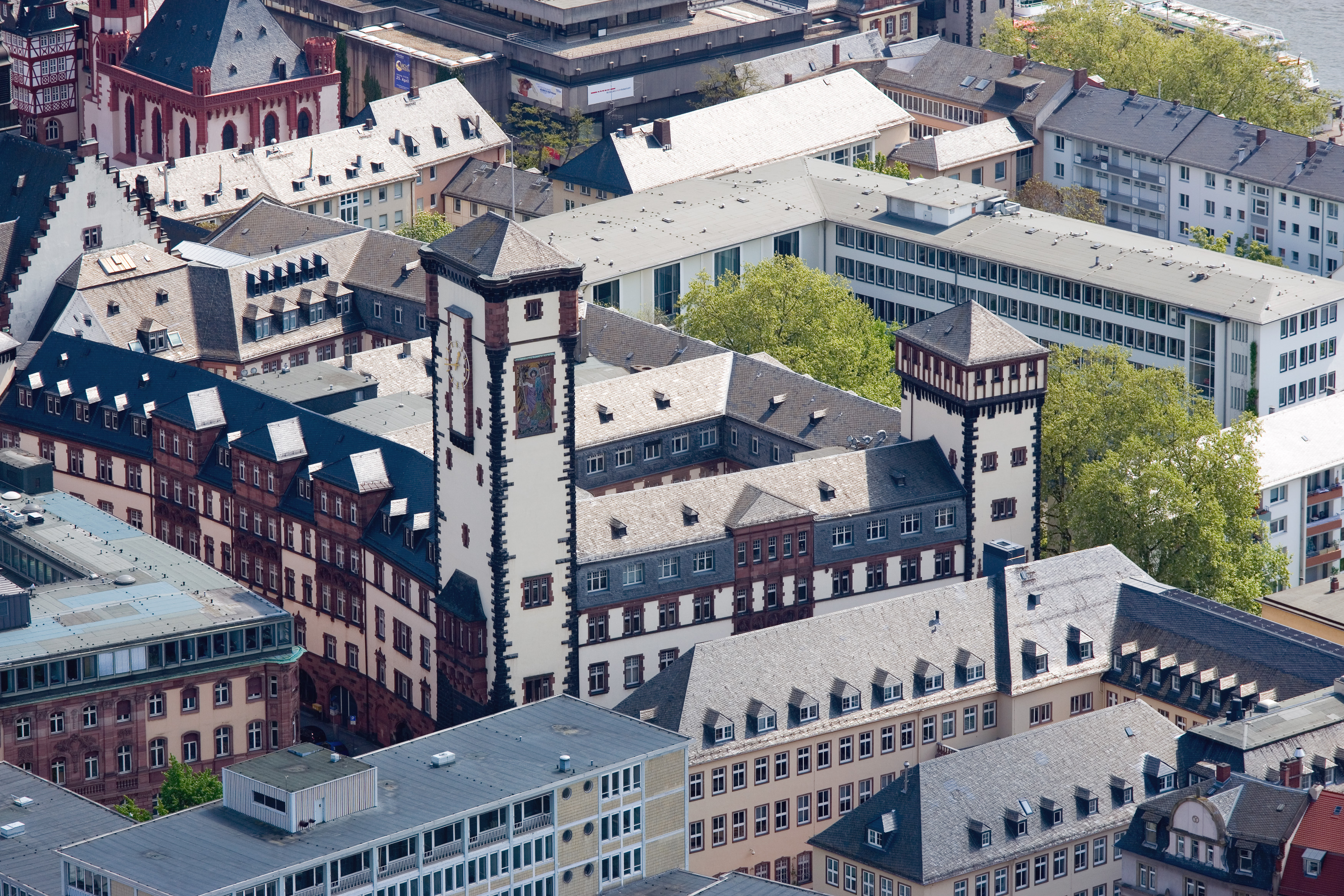
Rathausturm-Ensemble vom Main Tower aus gesehen, 2009

Als Ende des 19. Jahrhunderts der Frankfurter Rathauskomplex durch einen Neubau erweitert werden sollte, ließen sich die Architekten Franz von Hoven und Ludwig Neher bei der Gestaltung der beiden Rathaustürme von den Türmen der Frankfurter Stadtbefestigung inspirieren. Der große Rathausturm, im Volksmund bald nach dem hochgewachsenen damaligen Oberbürgermeister Franz Adickes Langer Franz genannt, wurde nach dem Vorbild des 1769 abgerissenen  Sachsenhäuser Brückenturmes gestaltet. Der kleine Rathausturm, nach einem damals populären antisemitischen Schlager Kleiner Cohn genannt, war eine getreue Kopie des Salmensteinschen Hauses. Davon ist allerdings seit den Zerstörungen des Zweiten Weltkriegs nichts mehr zu erkennen: Die Rathaustürme brannten bei einem Luftangriff am 22. März 1944 aus und erhielten nach dem Krieg nur Notdächer. Eine originalgetreue Rekonstruktion wird seit 1984 erwogen, konkrete Maßnahmen unterblieben jedoch. 2017 beauftragte die Stadtverordnetenversammlung aufgrund eines gemeinsamen Etat-Antrages von CDU, SPD und Grünen den Magistrat mit einer Kostenanalyse für eine vollständige Rekonstruktion der beiden Rathaustürme. In einem Zwischenbericht vom Juni 2018 bezifferte der Magistrat die möglichen Kosten für den Wiederaufbau der Turmdächer auf sechs Millionen Euro.